# Jay Ziskrout
Jay Ziskrout (8 September 1962) was de eerste drummer voor de Amerikaanse punkrockband Bad Religion. Hij kwam in de groep door zijn oude schoolvriend Brett Gurewitz in 1979. Hij heeft meegespeeld op de eerste single Bad Religion en acht tracks op Bad Religions debuutalbum How Could Hell Be Any Worse?.
Ziskrout verliet de band in 1981 en werd opgevolgd door Pete Finestone.
Tegenwoordig werkt hij als CEO in de promotie en ontwikkeling van het bedrijf Sonicvista, te Velmont.